# 오저초등학교
오저초등학교는 대한민국 강원특별자치도 삼척시에 있는 초등학교다.

## 학교 연혁
- 1934년 4월 1일 호산보통학교 부설 간이학교 설립인가
- 1941년 7월 21일 오저국민학교 개교(설립인가 6월 7일)
- 1996년 3월 1일 오저초등학교로 개칭
- 1999년 9월 1일 풍곡분교장 편입
- 2012년 3월 1일 풍곡분교장 통폐합
- 2014년 9월 1일 제31대 이철희 교장 취임
- 2015년 2월 11일 제70회 졸업식 거행(졸업생 총수 2,021명)
- 2015년 3월 1일 2학급 편성, 유치원 1학급 편성